# رود ورده
 رود ورده یک رود در حوضه آبریز دریاچه نمک در استان البرز ایران است که از البرز سرچشمه می‌گیرد. این رود در ارتفاع ۱۴۸۹ متری واقع شده است.